# 山野智子
山野 智子（やまの ともこ）は、日本のフルート奏者。岡山県小田郡矢掛町出身。東京藝術大学卒業後、フランスに留学し、国内外で多彩な演奏活動を行っている。

## 経歴
岡山県生まれ。2人姉弟の長女で、愛称は「トンちゃん」。
中学校時代に吹奏楽部に入部し、13歳からフルートを始める。高校時代に本格的に師事を受け、在学中に全日本アンサンブルコンテストで全国第1位を受賞。
その後、東京藝術大学音楽学部器楽科フルート専攻を卒業。
1999年、パリ・エコール・ノルマル音楽院を審査員満場一致の首席で卒業し、最高位の演奏家資格「ディプロム・ドゥ・コンサーティスト」を取得。
ジュヌヴィリエ・コンセルヴァトワールで室内楽一等賞、コンクール・レオポルド・ベランで第1位など、複数の国際コンクールで上位入賞。

## 演奏活動
ジャンルを超えた多彩な演奏スタイルを持ち、クラシックのほか、フラメンコ、タンゴ、フォルクローレ、現代音楽などにも取り組む。
共演者には、作曲家三枝成彰、漫画家池田理代子、ジャズピアニスト国府弘子、ギタリスト押尾コータロー、イタリアのギタリスト・ガブリエレ・ナティッラ、スペインのピアニスト・ホセ・マヌエル・クエンカなどがいる。
パリでの12年間の活動後、日本に帰国。現在は東京・関西・岡山県を中心に演奏活動を展開。

## 教育・メディア
くらしき作陽大学非常勤講師として教育活動を行う。TBS系列番組やFMラジオにも出演。NHK岡山ではガブリエレ・ナティッラとのデュオ演奏を披露。
『ザ・フルート』誌では、以下の号に特集記事・出演情報が掲載されている。
- 創刊30周年記念号（見開き特集）
- No.198号：元東京藝術大学学長・文化勲章受章記念コンサート出演
- No.206号：映画出演、クエンカ氏とのコンサート紹介（特集3ページ）[3]

## 主な活動
- レインボーコンサート：全国で開催。「愛と平和の願いを込めて」をテーマとした演奏会
- 吉備津神社（国宝）拝殿でのフルートと神楽笛による奉納演奏
- 渋谷にて、元東京藝術大学学長・文化勲章受章記念コンサートを全8公演開催

## 映画出演
- 『蔵のある街』（2025年8月公開予定、マジックアワー） - 小野麗那 役（フルーティスト）[3]

## CD作品
- 『ESPAÑOL』 - ガブリエレ・ナティッラとの共演。イベール「間奏曲」、バルトーク「ルーマニア舞曲」などを収録[2]。
- 『蔵のある街 サウンドトラック』 - 作曲：村松崇継、第8曲「絵画」に参加。

## 人柄
音楽に対する深い情熱と親しみやすい人柄で知られる。フランスでの留学生活で国際的な友情を育み、その経験が多様な音楽スタイルの基盤となっている。